# Pseudoneureclipsis bon
Pseudoneureclipsis bon är en nattsländeart som beskrevs av Malicky 1995. Pseudoneureclipsis bon ingår i släktet Pseudoneureclipsis och familjen fångstnätnattsländor. Inga underarter finns listade i Catalogue of Life.